# محمد صادق
الفريق أول محمد أحمد صادق (14 أكتوبر 1917 - 25 مارس 1991) وزير الحربية والقائد العام للقوات المسلحة المصرية (15 مايو 1971 - 15 أكتوبر 1972) ومدير المخابرات الحربية في (11 يونيو 1966 ـ 9 سبتمبر 1969). في 15 أكتوبر 1972 عزله الرئيس السادات من وزارة الحربية لاختلافه مع رؤيته لتحرير سيناء.

## حياته

محمد أحمد صادق في سن صغيرة

ولد بقرية القطاوية مركز أبو حماد محافظة الشرقية والده أحمد باشا صادق قائد قوات بوليس السرايات الملكية خلال الفترة من 1923-1948 في عهدي الملك فؤاد والملك فاروق وبعد انتهائه من دراسته الثانوية التحق بالكلية الحربية ليتخرج منها ملازم ثان في إبريل عام 1939. عاون عدة فصائل من الضباط الأحرار قبل الثورة. وتولى بعد ذلك قيادة ثلاثة كتائب مشاة قبل أن يتولى قيادة لواء مشاة ميكانيكي.
خدم في الفرقة الثانية بسيناء في حرب 56، وككبير لمعلمي الكلية الحربية أوائل الستينات، ثم ملحقا عسكريا بألمانيا الغربية حيث يحسب له أنه من كشف الستار عن صفقة الأسلحة الألمانية لإسرائيل مطلع عام 65 صيف 66 كافأه المشير عبد الحكيم عامر باستنسابه مديرا للمخابرات العسكرية ليستأمنه على أمن القوات المسلحة إثر اكتشاف اختراق الإخوان المسلمين المحدود لها ضمن مؤامرة 65. والبادي أن أداءه في منصبه، كما امتحن في أزمة 67، قصُر عن المطلوب سيّما لجهة الإنذار عن نوايا العدو وتوفير دقيق المعلومات عن إمكاناته. لكنه استبقي في تطهير 67 في ذات المنصب.
درس بأكاديمية فرونزه العسكرية الشهيرة بالاتحاد السوفيتي بعد إتمام دراسته بكلية القادة والأركان. أسند إليه منصب الملحق الحربى، ورئيس مكتب المخابرات بألمانيا الغربية في الفترة من عام 1962- 1964. بعد عودته من ألمانيا عُين كبيراً للمعلمين بالكلية الحربية،
ولم تمض فترة حتى صدر قراراً بتعينه مديراً للمخابرات الحربية في 11 يونيو عام 1966. في 9 سبتمبر عام 1969 تم تعين محمد أحمد صادق رئيساً لأركان حرب القوات المسلحة المصرية بعد عزل المشير أحمد إسماعيل علي بسبب حادثة الزعفرانة، وتم ترقيته إلى رتبة فريق.

## تعيينه وزيراً للحربية
عين وزيراً للحربية، والإنتاج الحربى ونائباً لرئيس مجلس الوزراء في 15 مايو 1971 خلفاً للفريق أول محمد فوزي حاخوا ، حتى تم إقالته بواسطة الرئيس السادات في أكتوبر 1972 وحل مكانه مكانه المشير أحمد إسماعيل علي.

## وفاته
توفي في 25 مارس 1991.